# Димітріе Стурдза
Димітріе Стурдза (рум. Dimitrie A. Sturdza; *10 березня 1833, Ясси — †21 жовтня 1914) — румунський політик, прем'єр-міністр, і президент Румунської академії в 1882-1884.

## Біографія
Народився в Яссах, спершу навчався в Academia Mihăileană, потім відвідував німецькі університети в Мюнхені, Геттінгені, Бонні та Берліні, де брав участь у політичному житті, також був особистим секретарем князя Александру Йоан Кузи.
У 1899 був обраний лідером Національно-ліберальної партії і чотири рази займав пост прем'єр-міністра. В останній раз, в 1907, був призначений королем Карлом I для того, щоб полегшити кризу, викликану березневим селянським повстанням.
Стурдза був призначений секретарем Румунської академії, він також був відомим нумізматом. Як секретар Академії допоміг Костянтину Хурмузакі в публікації збірника історичних документів (30 томів, 1876-1897). Займаючи цю посаду, зробив багато інших публікацій, в основному політичних.
Помер 21 жовтня 1914 в Бухаресті.

## Праці
- La Marche progressive de la Russie sur le Danube (1878)
- Uebersicht der Münzen und Medaillen des Fürstentums Rumänien (1874)
- Europa, Russia, Romania (1888)
- La question des portes de fer et des cataractes du Danube (1899)
- Charles I., roi de Roumanie (1899 et seq.)

## Вибрана бібліографія
- «Acte si documente privatoare la Istoria Renascerei Romaniei» (8 т., Бухарест, 1888—1897);
- «La marche progressive sur le Danube» (Вена, 1878);
- «Rumänien u. der Vertrag von S. Stefano» (Вена, 1878);
- «Uebersicht der Münzen und Medaillen des Fürstenthums Rumänien, Moldau u. Walachei» (Вена, 1877);
- «Memoriu asupra numis maticei romanesci» (Бухарест, 1878);
- «Europa, Russia, Romania» (Бухар., 1878).
- «La question des portes de fer et des cataractes du Danube» (1899);
- «Charles I., roi de Roumanie» (1899 год).

## Галерея

Карикатури Ніколае Петреску
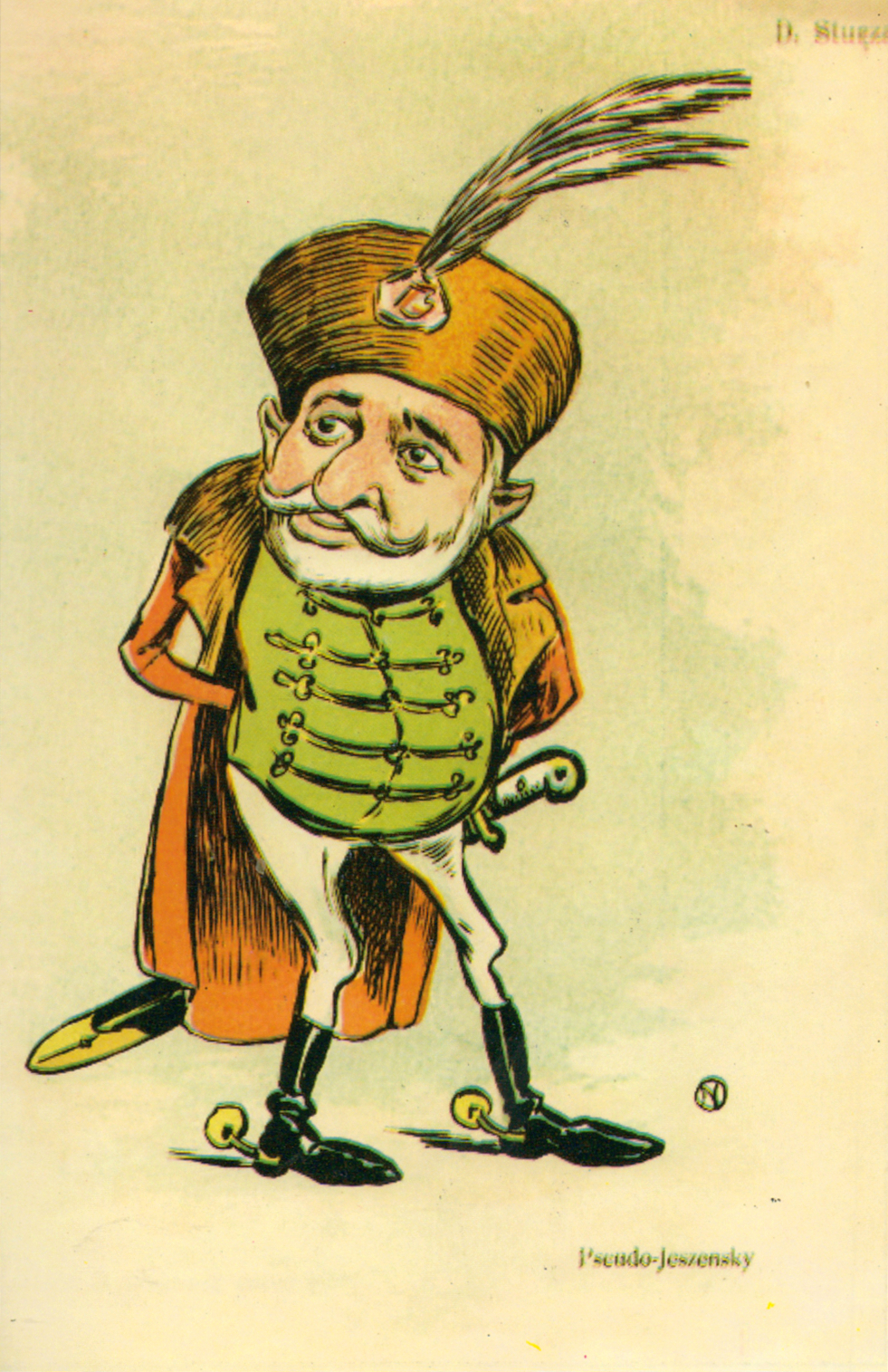
Димітріе Стурдза
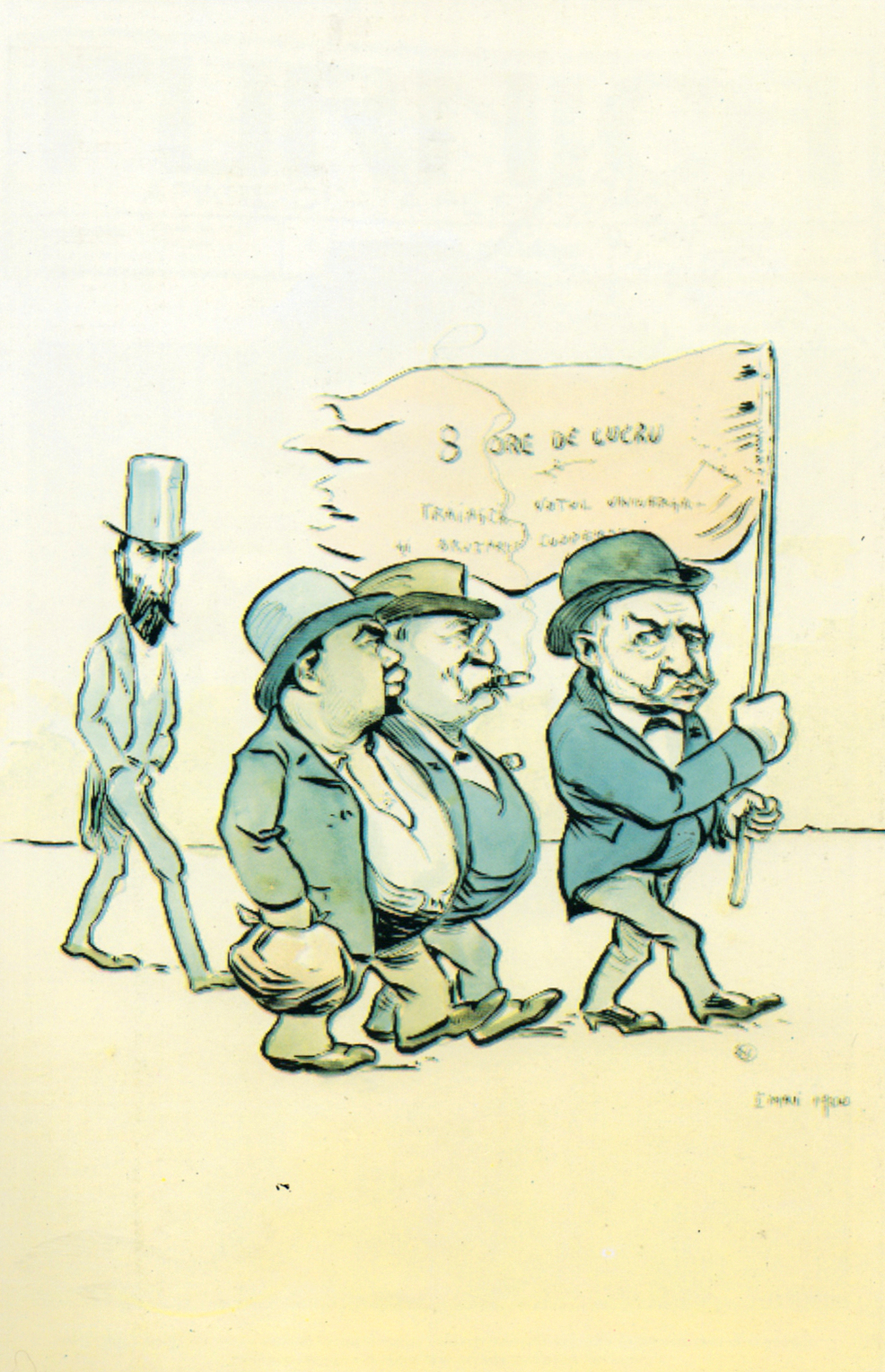
1 Mai 1900 - 8 ore de lucru
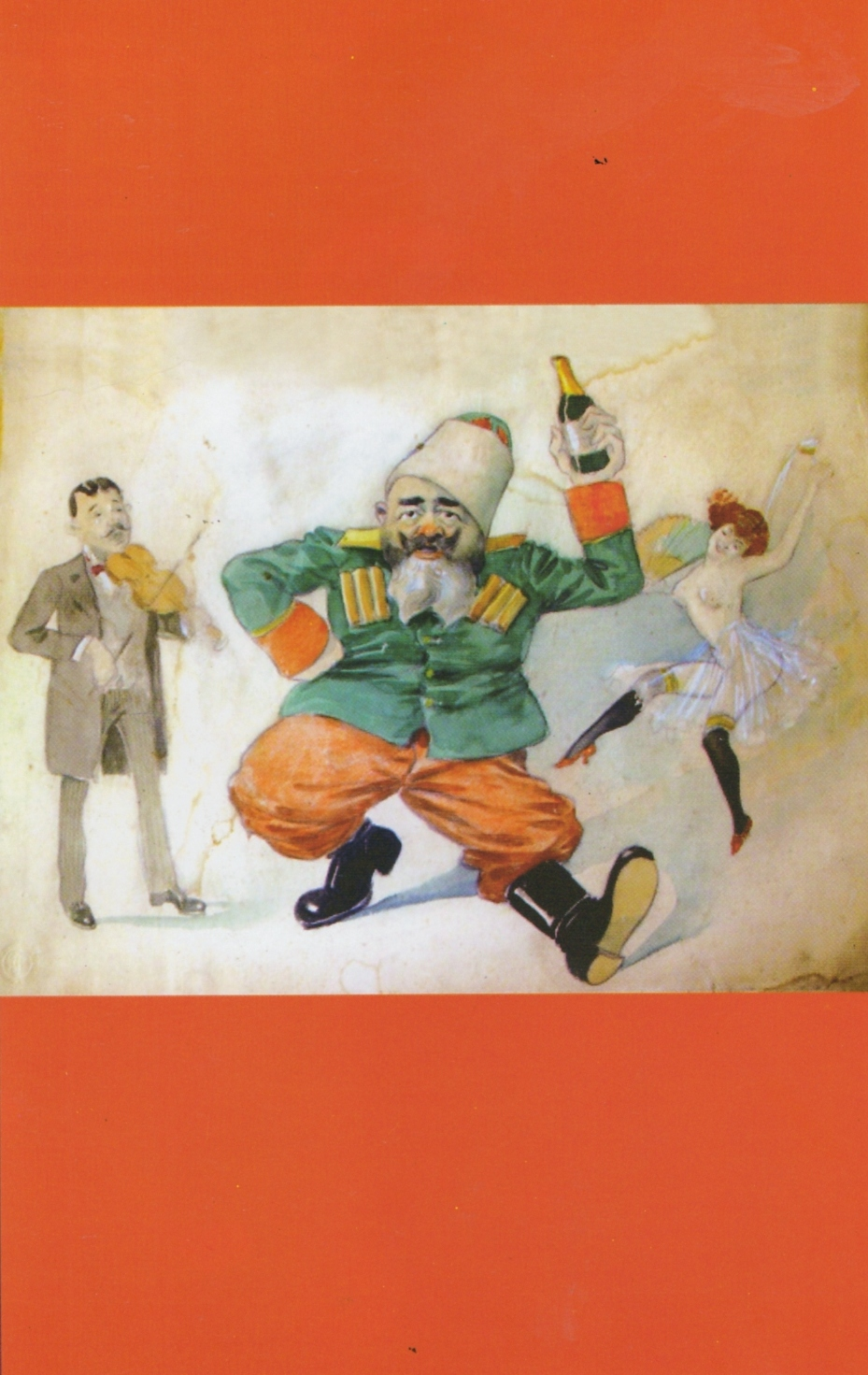
Cazacioc
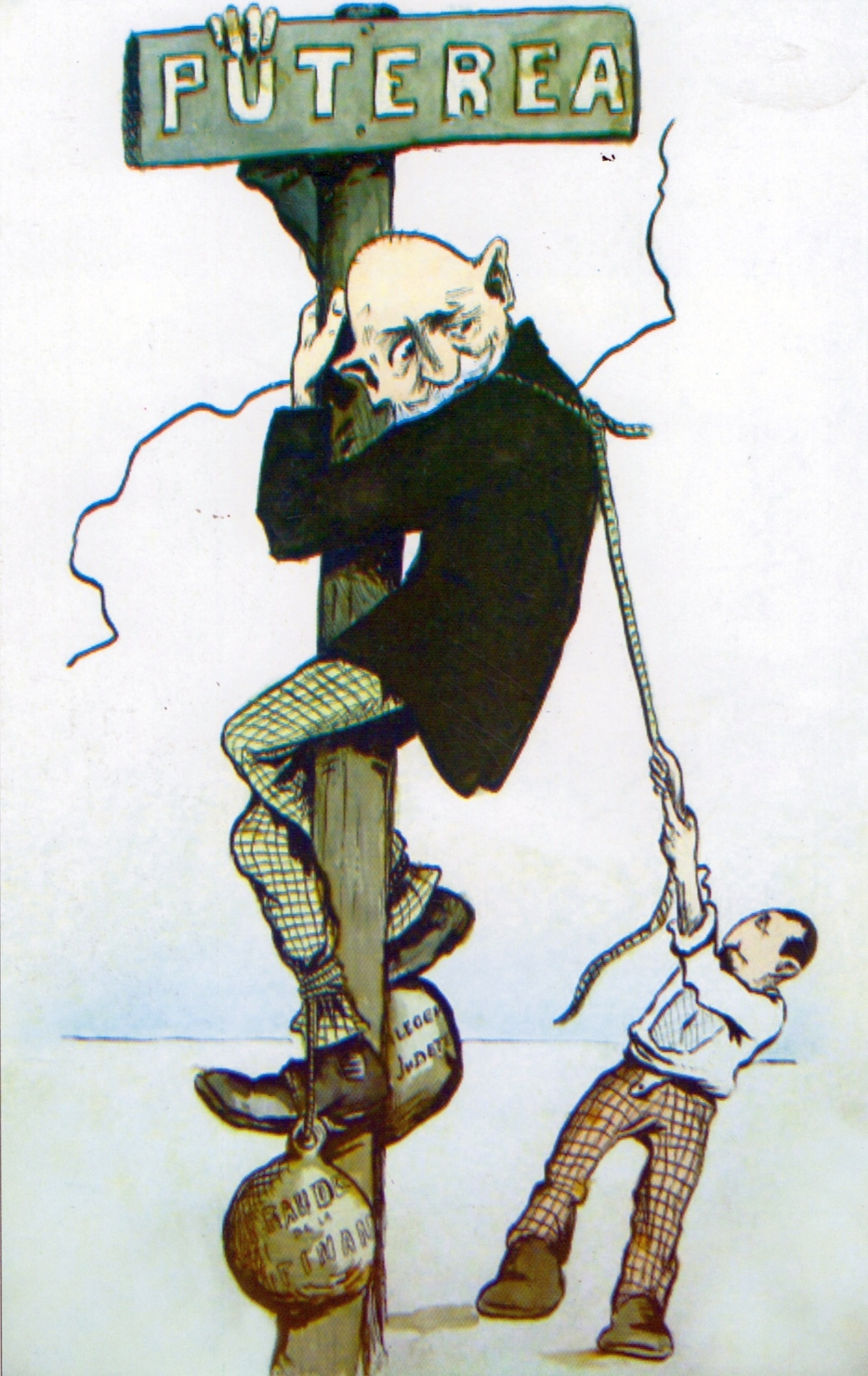
Puterea
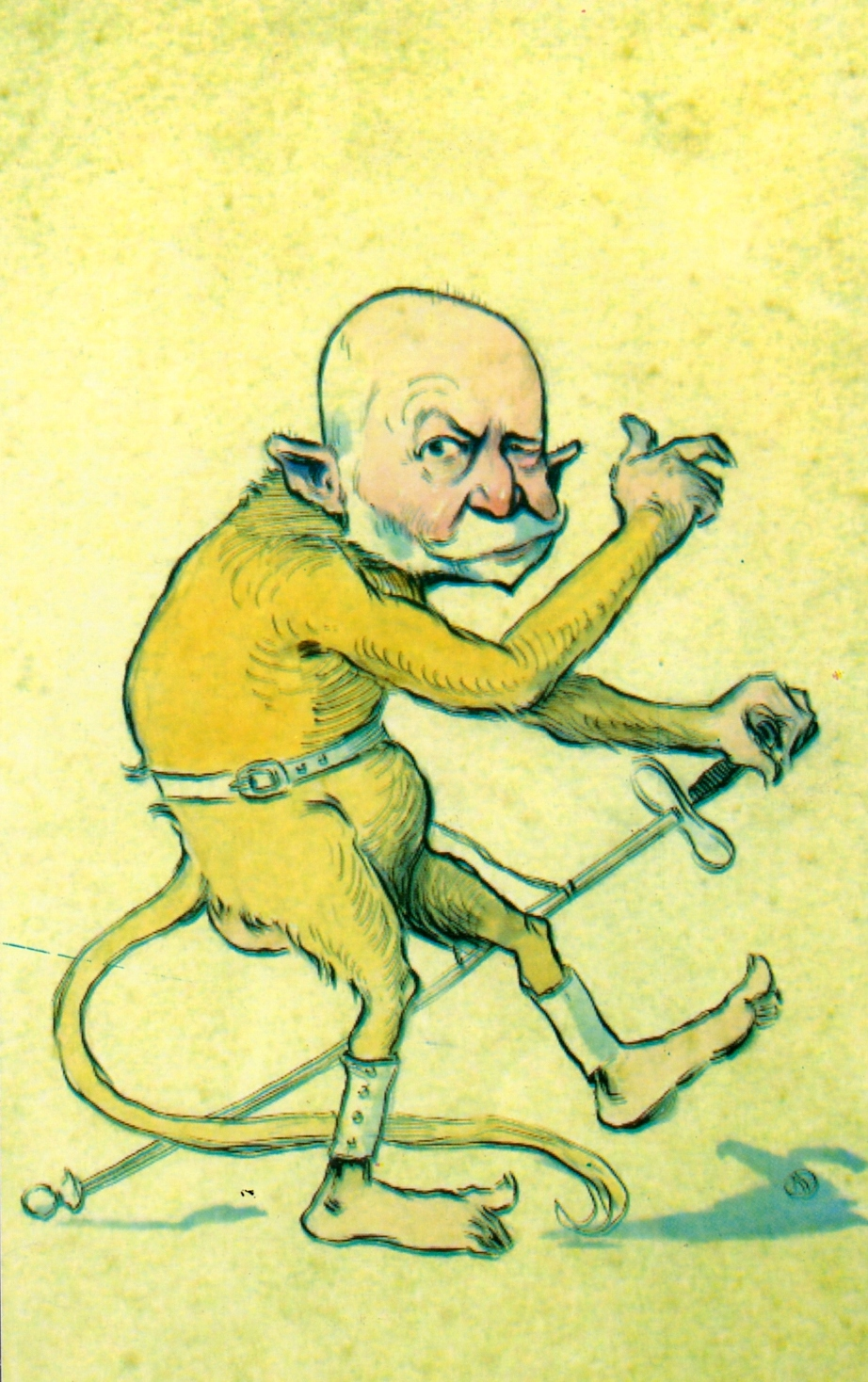
Sâc...
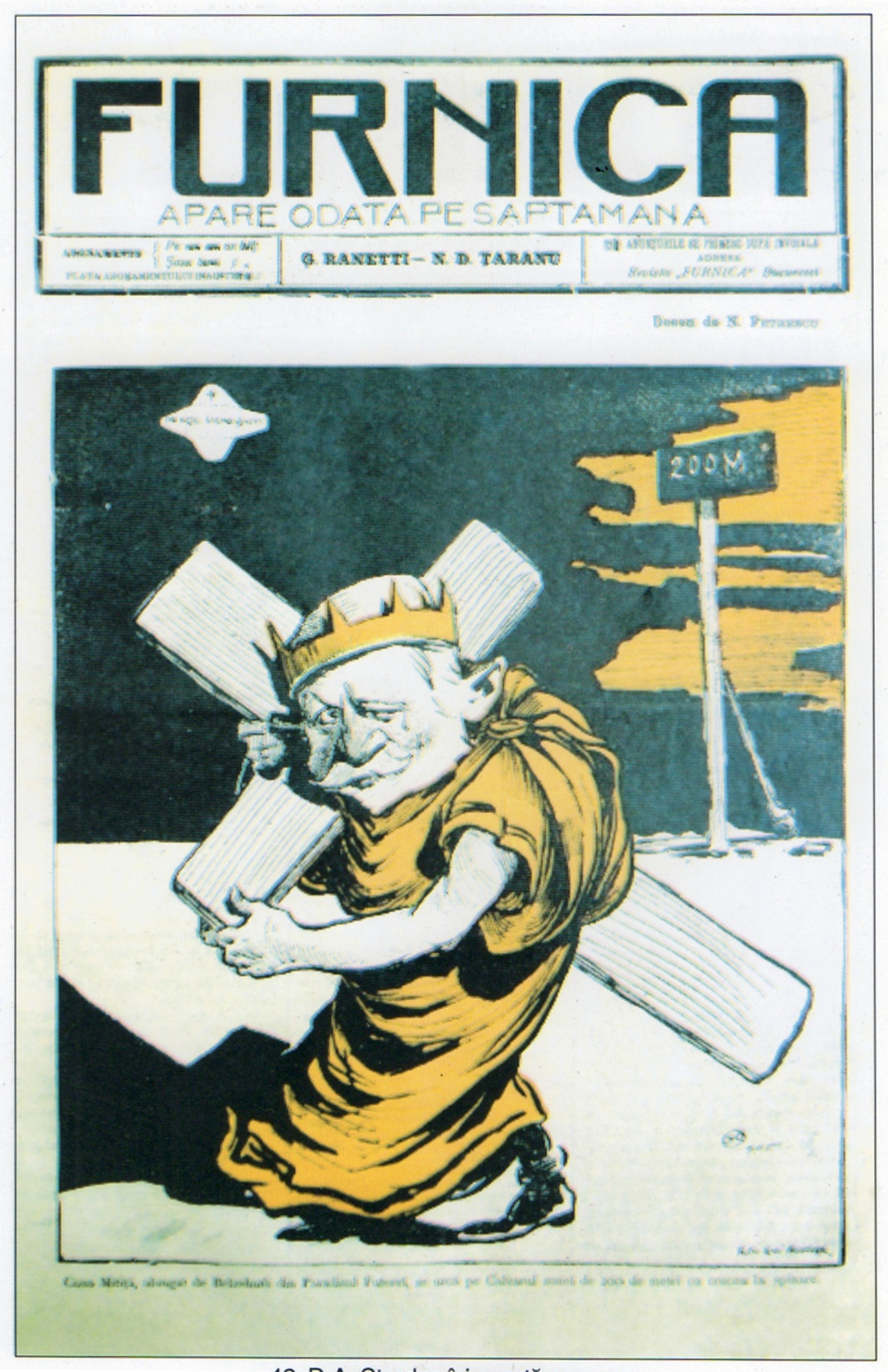
Alungat din paradisul puterii
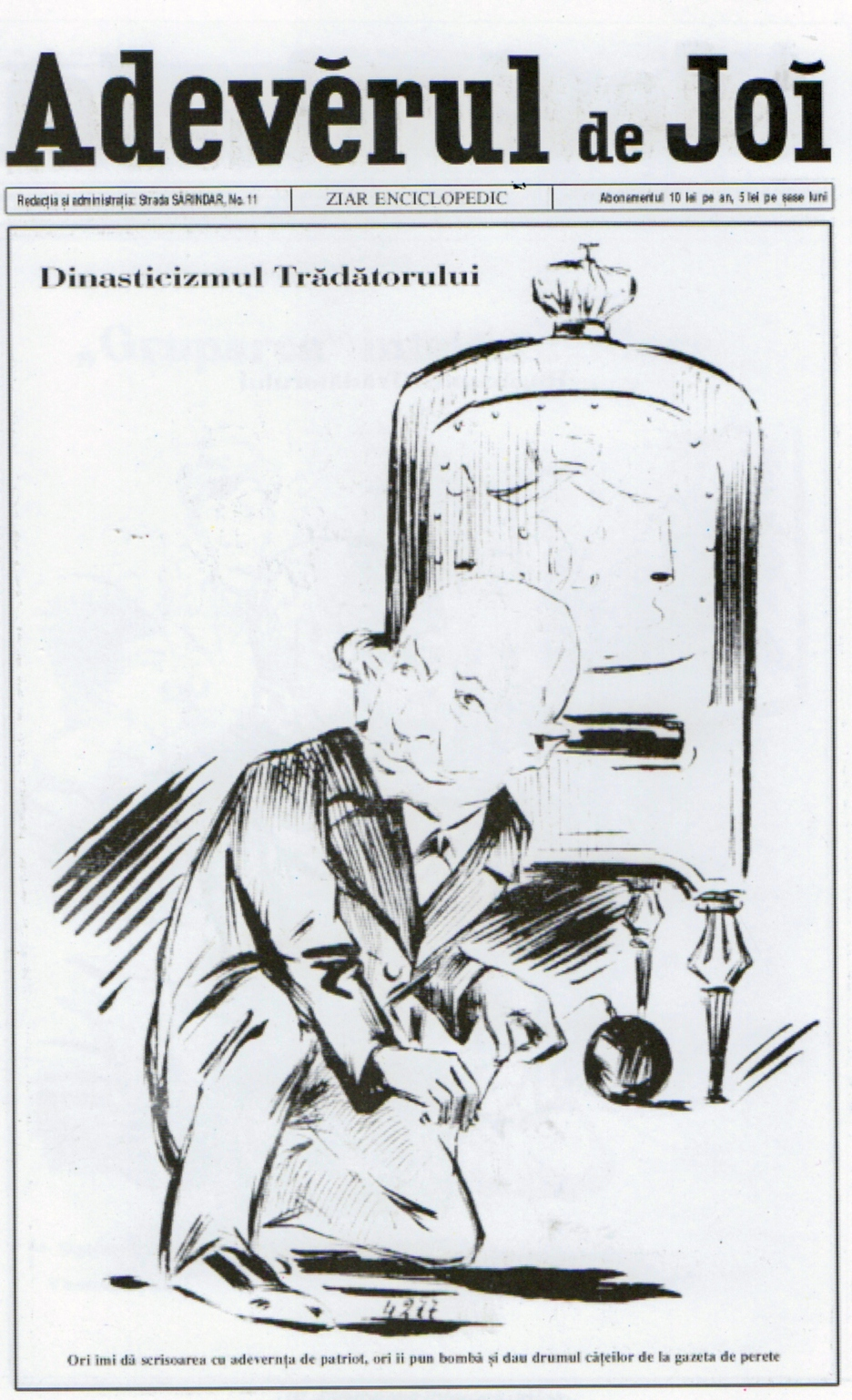
Dinasticismul tradatorului
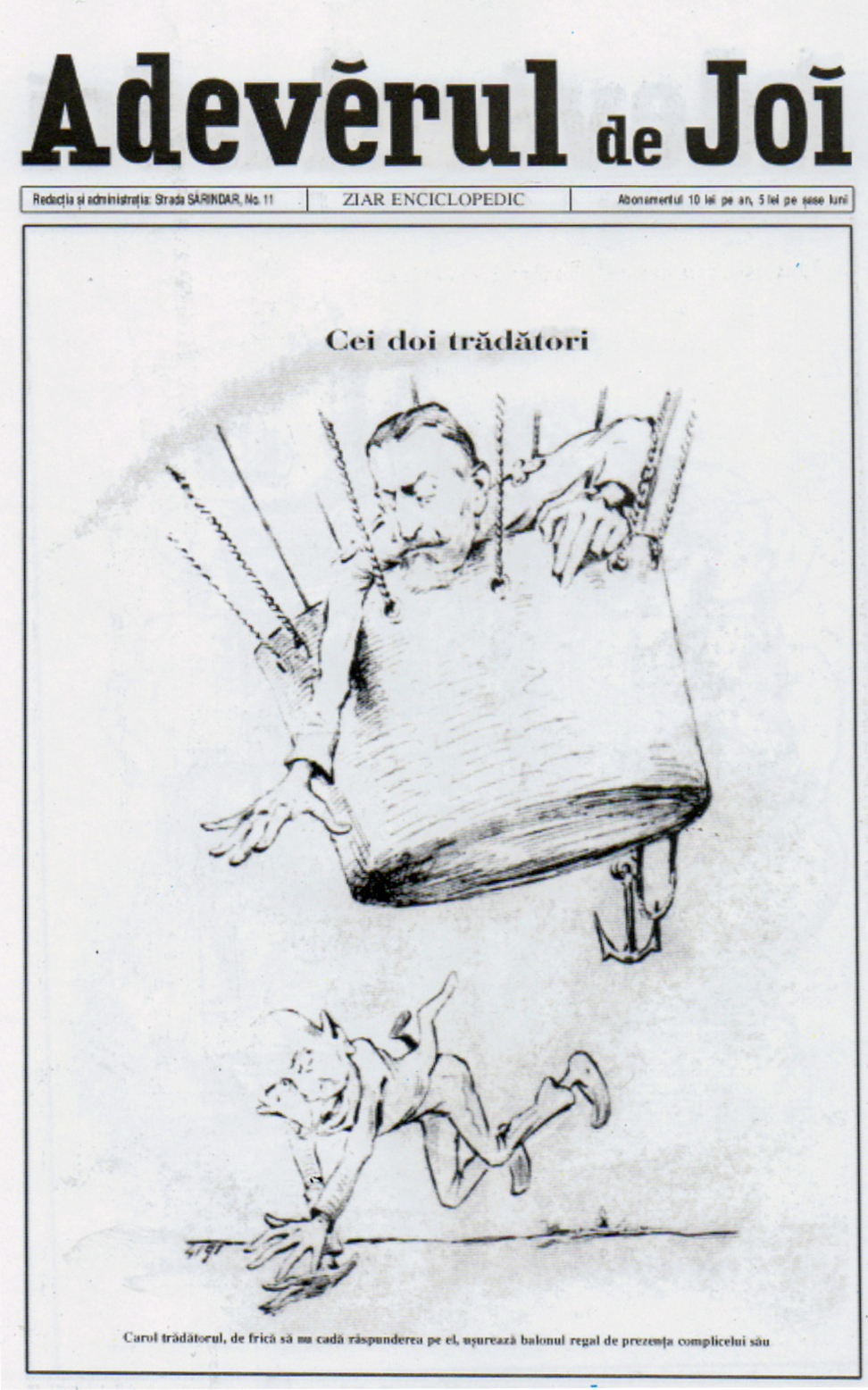
Cei doi trădători